# Georg Friedrich af Preussen
Georg Friedrich af Preussen (Georg Friedrich Ferdinand) (født 10. juni 1976) er det nuværende overhoved for Huset Hohenzollern og ville have været konge af Preussen og tysk kejser, hvis ikke monarkiet var blevet afskaffet tilbage i 1918. Han er den eneste søn af Louis Ferdinand af Preussen som allerede døde i 1977, da Georg var ét år gammel. Da hans bedstefar, Louis Ferdinand af Preussen stadig levede frem til 26. september 1994, blev han først overhoved herefter. Hans tipoldefar var Tysklands sidste kejser, Wilhelm II af Tyskland.
Georg har gået på skoler i Bremen og Oldenburg, samt taget eksamen fra Glenalmond College i Skotland. Efter to års tjeneste i den tyske hær, begyndte han at studere erhvervsøkonomi på universitetet i Freiberg.
Georg blev gift den 25. august 2011 med Sophie Johanna Maria af Isenburg-Birstein (født 7. marts 1978 i Frankfurt am Main). ved en civil ceremoni i Potsdam. To dage senere, den 27. august, blev der med deltagelse af 720 gæster gennemført en religiøs vielse i Friedenskirche, som er placeret ved det tidligere kejserlige sommerslot Sanssouci også i Potsdam. Denne dato fejrede man desuden slægten Hohenzollerns 950 års jubilæum.

## Børn
Georg Friedrich og hans kone Sophie har fire børn. Deres første to børn var tvillingerne Carl Friedrich og Louis Ferdinand, hvoraf førstnævnte er den ældre af de to og dermed arving.
1. Carl Friedrich af Preussen (født 20. januar 2013)
2. Louis Ferdinand af Preussen (født 20. januar 2013)
3. Emma Marie af Preussen (født 2. april 2015)
4. Heinrich af Preussen (født 17. november 2016)